# Mandy Gull-Masty
Pour les articles homonymes, voir Gull et Masty.
Mandy Gull-Masty, née en 1980 à Waswanipi, est une femme politique canadienne crie. Le 29 juillet 2021, elle devient la première femme à être élue grande cheffe du Grand Conseil des Cris du Québec. Le 13 mai 2025, elle devient la première personne autochtone nommée ministre des Services aux Autochtones.

## Biographie
Mandy Gull-Masty nait à Waswanipi en 1980. Elle donne naissance à son premier enfant à l'âge de 14 ans. Elle obtient un diplôme en sciences sociales du Collège Dawson et fait ensuite deux baccalauréats, un en sciences politiques et l'autre en affaires publiques et communautaires et analyse des politiques à l'Université Concordia.
Elle est élue pour la première fois comme cheffe adjointe de Waswanipi en 2014. En 2017, elle est élue comme cheffe adjointe du Grand Conseil des Cris. En 2021, elle est élue grande cheffe du Grand Conseil des Cris. Il s'agit de la première femme à occuper ce poste.
En mars 2025, elle démissionne de son poste de grande cheffe pour se présenter aux élections fédérales canadiennes comme candidate du Parti libéral du Canada. Elle est élue députée dans la circonscription d'Abitibi—Baie-James—Nunavik—Eeyou le 28 avril 2025. Le 13 mai 2025, elle est nommée ministre des Services aux Autochtones,.Il s'agit de la première personne autochtone à obtenir ces fonctions au sein du gouvernement fédéral.

## Vie privée
Mandy Gull-Masty est mère de quatre enfants.